# III bitwa o Marsa al-Burajka
III bitwa o Marsa al-Burajka (Bregę) – zbrojne starcie toczące się w dniach 31 marca – 6 kwietnia 2011 między armią rządową i rebeliantami wspieranymi przez lotnictwo NATO podczas libijskiej wojny domowej na froncie wschodnim.

## Tło
Po zajęciu Marsy al-Burajki w połowie marca wojska rządowe skierowały się na Bengazi – ostatni bastion rebeliantów, zajmując po drodze kilka portów naftowych. Jednak interwencja koalicji zatrzymała siły rządowe pod Bengazi 19 marca.
26 marca rozpoczęła się kontrofensywa rebeliantów. Tego dnia podjęli ponowny marsz w kierunku Marsa al-Burajka, a o godzinie 19 czasu lokalnego (18:00 czasu polskiego) powstańcy zdobyli także i to miasto, a siły Kaddafiego wycofały się z miasta w stronę Ras-al-Unuf.
28 marca ofensywa rebeliantów została zatrzymana pod Syrtą. Wojsko odbiło kolejno miasta Bin Dżawad (28 marca) i Ras al-Unuf (29 marca).

## Bitwa
31 marca podczas rządowej kontrnatarcia doszło do powtórnych walk o Bregę. Cofające się na wschód wojska powstańcze zatrzymały się w mieście, by je bronić. Ciężkie walki trwały także 1 kwietnia. Siły NATO zbombardowały przedmieścia miasta, w wyniku czego poległo 10 rebeliantów. W czasie walk rebelianci poinformowali, iż są skorzy do rozejmu. Jednak postawili warunki – wszyscy Libijczycy muszą mieć pełną swobodę wyrażania swych poglądów.
W nocy z 1 na 2 kwietnia siły Kaddafiego ponownie ostrzelały miasto, a od rana trwały walki w pobliżu położonego na obrzeżach miasta uniwersytetu, który stał się ostatnim punktem oporu wojsk Kaddafiego w mieście.
3 kwietnia walki w mieście toczyły się w pobliżu zajętego przez lojalistów uniwersytetu. Siły rządowe atakowały dzielnicę przemysłową, gdzie dochodziło do pojedynków artyleryjskich. Armia rządowa kontrolowała teren w promieniu 3 km od uniwersytetu. Wieczorem koalicja dokonała bombardowań w mieście, jednak nie przyniosły one większych zmian, gdyż pociski nie trafiały w pozycje.
4 kwietnia z rana rebelianci uderzyli na Marsa al-Burajkę od strony zachodniej, walki artyleryjskie toczyły się w odległości 1 km od uniwersytetu. 5 kwietnia kontynuowano walki o Marsa al-Burajkę, żadna ze stron nie zdołała uzyskać znaczącej przewagi, a intensywność walk była niewielka. 6 kwietnia wojsko Kaddafiego wyparło powstańców z miasta. W obawie przed zbliżającym się frontem ewakuowano szpital w Adżdabiji, rozpoczęły się także ucieczki cywilów z tego miasta.